# Велтон (Айова)
Велтон (англ. Welton) — місто (англ. city) в США, в окрузі Клінтон штату Айова. Населення — 121 особа (2020).

## Географія
Велтон розташований за координатами 41°54′28″ пн. ш. 90°35′46″ зх. д. / 41.90778° пн. ш. 90.59611° зх. д. (41.907680, -90.596095).  За даними Бюро перепису населення США в 2010 році місто мало площу 0,71 км², уся площа — суходіл.

## Демографія
Згідно з переписом 2010 року, у місті мешкало 165 осіб у 61 домогосподарстві у складі 49 родин. Густота населення становила 232 особи/км².  Було 62 помешкання (87/км²).
Расовий склад населення:
| - 96,4 % — білих |

До двох чи більше рас належало 3,6 %. Частка іспаномовних становила 0,6 % від усіх жителів.
За віковим діапазоном населення розподілялося таким чином: 27,9 % — особи молодші 18 років, 60,0 % — особи у віці 18—64 років, 12,1 % — особи у віці 65 років та старші. Медіана віку мешканця становила 38,5 року. На 100 осіб жіночої статі у місті припадало 89,7 чоловіків;  на 100 жінок у віці від 18 років та старших — 88,9 чоловіків також старших 18 років.
Середній дохід на одне домашнє господарство  становив 68 670 доларів США (медіана — 68 750), а середній дохід на одну сім'ю — 83 897 доларів (медіана — 83 750). За межею бідності перебувало 6,3 % осіб, у тому числі 0,0 % дітей у віці до 18 років та 0,0 % осіб у віці 65 років та старших.
Цивільне працевлаштоване населення становило 75 осіб. Основні галузі зайнятості: виробництво — 24,0 %, освіта, охорона здоров'я та соціальна допомога — 18,7 %, мистецтво, розваги та відпочинок — 16,0 %.